# Edmund Ironside, 1:e baron Ironside
William Edmund Ironside, 1:e baron Ironside, född 6 maj 1880 i Edinburgh, död 22 september 1959 i London, var en brittisk fältmarskalk, som var Storbritanniens arméstabschef 1939-1940.

## Biografi
Ironside deltog redan i Andra boerkriget 1899-1902 som underrättelseofficer. Ironside blev major 1914 och tjänstgjorde under första världskriget som generalstabsofficer fram till mars 1918, då han blev brigadchef vid Somme. Han blev 1918 brigadgeneral, 1919 generalmajor och 1931 generallöjtnant. Ironside utnämndes i november 1918 till chef för de allierades stridskrafter i Archangelsk och blev 1920 chef för de brittiska stridskrafterna i Norra Persien. Ironsides grad av inblandning i statskuppen i Persien 1921 är omdiskuterad. 1922-26 var han chef för krigshögskolan i Camberley, 1926-28 divisionschef i Aldershot, 1928-31 militärbefälhavare i Meerut, Indien och blev 1931 kommendant i Towern, London.
Ironside skrev även Tannenberg (1925) om slaget vid Tannenberg.
När Lord Gort 1939 utsågs till chef för den brittiska expeditionsstyrkan efterträdde Ironside honom som chef för brittiska imperiets generalstab (CIGS). Redan på våren 1940 avgick han och efterträddes av John Greer Dill samt blev istället chef för hemmaarmén.
Ironside avled på Queen Alexandra Military Hospital i London den 22 september 1959.